# 教育ニ関スル戦時非常措置方策
教育ニ関スル戦時非常措置方策（きょういくにかんするせんじひじょうそちほうさく）は1943年（昭和18年）10月12日に東條内閣で閣議決定された教育に関する措置・方策。具体的な法制上の処置は、国民学校令等戦時特例（昭和19年2月16日勅令第80号）により行われた。
終戦により、その効力を失った。

## 内容

### 第1 方針
現時局に対処する国内態勢強化方策の一環として、学校教育に関する戦時非常措置を講じ、施策の目標を悠久なる国運の発展を考えつつ、当面の戦争遂行力の増強を図ることのみに集中するものとする。

### 第2 措置
1. 学校教育の全般にわたり決戦下に対処すべき行学一体の本義に徹し、教育内容の徹底的な刷新と能率化を図り、国防訓練の強化勤労動員の積極かつ徹底的実施のために学校に関して以下の措置を講じる。
（1）国民学校
義務教育8年制の実施は当分の間延期する。
（2）青年学校
工場事業場において生産に従事する生徒については、教室内における授業は極力縮減するとともに、職場の実情に即して生産の増強・戦力の増進に役立つように刷新改善する。
（3）中等学校（中学校・高等女学校・実業学校）
（イ）昭和19年より4学年修了者にも上級学校入学の資格を与え、昭和20年3月より中等学校4年制を施行する時期を繰り上げて実施する。
（ロ）昭和19年度における中学校および高等女学校の入学定員は全国を通して概ね前年度の入学定員を超えてはならない。工業学校・農業学校・女子商業学校の入学定員は拡充する。
（ハ）男子商業学校については昭和19年度において工業学校・農業学校・女子商業学校に転換するものを除いては整理縮小する。
（4）高等学校
（イ）高等学校については徴兵適齢に達しない者の入営延期の措置を受ける者等に対する授業を継続する。
（ロ）昭和19年度の入学定員は文科では全国を通じ概ね従前の3分の1を超えさせず、理科では所要の拡充を行う。
（5）大学および専門学校
（イ）大学および専門学校については徴兵適齢に達しない者、入営延期の措置を受ける者等に対する授業を継続する。
（ロ）理科系大学および専門学校は整備拡充するとともに、文科系大学および専門学校の理科系への転換を図る。
（ハ）文科系大学および専門学校については徴集猶予の停止にともなう授業上の関係ならびに防空上の見地に基づき、必要があれば適当な箇所へ移転整理を行う。
私立の文科系大学および専門学校に対してはその教育内容の整備改善を図るとともに相当数の大学はこれを専門学校に転換させ、専門学校の今後の入学定員は概ね従前の2分の1程度となるよう統合整理を行う。
（ニ）女子専門学校は前項の整理の目標から外し、その教育内容については男子の職場に代わるべき職業教育を施すために所要の改正を行う。
（6）各種学校
（イ）男子については専検指定学校および特に指定するものを除いては整埋する。
（ロ）女子については専検指定学校の外戦時国民生活確保上緊要なものおよび職業輔導上必要なものを除き整理する。
2. 教員の確保を図るため概ね以下の措置を講じる。
（イ）教員養成諸学校についてはその授業を継続する。
（ロ）教員養成諸学校卒業者については従前別段の定めがない者であっても一定年限の就職義務を課す。
（ハ）現役の軍人およびかつて官吏であった者、その他学識ある者を教育者として採用する方策を講じるとともに、技術者その他実務担当者に広く協力を得るように措置する。
（ニ）教員養成諸学校に所要の拡充を図る。
3. 教育実践の一環として学徒の戦時勤労動員を高度に強化し、在学期間中1年につき概ね3分の1相当期間において実施する。
4. 在学中徴集された者の卒業資格賦与については特別の取り扱いを考慮する。
5. 在学中徴集された者の除隊後の復学については、特別の便宜を図るとともに、統合整理された学校の旧在学者がいる場合場合は、臨時に必要な施設を講じる。
6. 学校の統合整理にともなう教職員の措置に関しては総合的に再配置を図り、転換する学校その他必要な部門の所要に充当し、特に大学、専門学校教職員については可及的にその研究を継続することができるように措置する。
7. 本要綱実施のため必要があるときは学校および学科の廃止、授業の停止、定員の減少、学校の移転等を命じることができるように法制上必要な措置を講じる。
8. 学校の整理・転換・移転等を命じた場合は、政府において補助その他必要な方策を講じる。なお、特に私立の理科系大学および専門学校の場合は、その学校の経理上必要があると認められた時政府において経常費につき適当な補助を行うこととする。

## 国民学校令等戦時特例
国民学校令等戦時特例（こくみんがっこうれいせんじとくれい、昭和19年2月16日勅令第80号）は、教育ニ関スル戦時非常措置方策を実施するために国民学校等の特例について定めた勅令。1944年（昭和19年）2月16日に公布、同年4月1日（一部の規定は公布の日）に施行された。全部8条からなる。敗戦後、中等学校令中改正等ノ件（昭和21年2月23日勅令第102号）により廃止された。ただし義務教育8年制の施行の延期については「当分ノ内仍従前ノ例ニ依ル」とされ、施行されず、翌年の学校教育法により義務教育9年制となる。

## 関連事項
- 国民学校
- 旧制中等学校（旧制中学校・高等女学校・実業学校）
- 旧制高等学校
- 旧制専門学校
- 旧制大学
- 師範学校
- 青年師範学校